# Буккроссинг
Буккро́ссинг (англ. BookCrossing), раздача книг, книгообмен или книговоро́т — хобби и общественное движение, действующее по принципу социальных сетей и близкое к флешмобу. Человек, прочитав книгу, оставляет («освобождает») её в общественном месте (парк, кафе, поезд, библиотека, станция метро), для того, чтобы другой, случайный человек мог эту книгу найти и прочитать; предполагается, что тот, в свою очередь, повторит это действие. Слежение за «путешествием» книги осуществляется через специальные сервисы в Интернете. Аналогия — орнитологическая практика окольцовывания птиц, позволяющая отследить их перемещение.

## Возникновение
Идею буккроссинга предложил специалист по интернет-технологиям Рон Хорнбекер в марте 2001 года. Через полгода на его сайте было около 300 активных пользователей, которые «отпускали» книги и приводили новых участников.

## Распространение буккроссинга
В настоящее время количество участников в мире превышает 1,5 млн человек, ими зарегистрировано более 13 млн книг. Центром движения является международный сайт www.bookcrossing.com, интерфейс которого переведён в настоящее время на 15 языков, в том числе и на русский (с осени 2014 г.). В разных странах мира есть свои национальные сайты буккроссинга, не имеющие связи с базой международного сайта.
Наибольшую известность в первые годы существования движения буккроссинг завоевал в Италии. В итальянском буккроссинге, называющемся по-итальянски PassaLibro, принимают участие даже серьёзные организации. Например, власти Флоренции подарили движению 4000 книг, которые были распространены по рынкам города и зданию мэрии.
PassaLibro появился в Италии во многом благодаря ежедневной радиопередаче Fahrenheit на третьем канале государственного радиовещания Radio Tre. Одна радиослушательница рассказала о буккроссинге, журналистам идея понравилась, и вот в Мантуе, по случаю Фестиваля литературы, впервые «освобождаются» несколько экземпляров книги «451° по Фаренгейту» Рэя Брэдбери. Инициативу поддержали читатели, и «забытые» книги стали появляться по всей Италии.
Как и в Америке, в книгу вкладывается листок с телефонами, электронным адресом и адресом страницы радиопередачи. А также с объяснениями условий «игры». По радио объявляют о новых «забытых» книгах (некоторые слушатели отправляются в указанное место в надежде их отыскать) и, конечно, о найденных. Простой, казалось бы, поступок — забыть книгу где-то на улице или в общественном месте. Но какую бурю эмоций он может вызвать. Об этом рассказывают радиослушатели. И о том, что испытывают, когда вдруг случайно находят специально «забытую» книгу.
Буккроссинг проник во Францию из Италии, а главный виновник — Дженнаро Капуано, директор флорентийского книжного магазина Leggere per due, имеющего филиал в Париже. «Официально» операция стартовала в марте 2003 на Салоне книги в Париже, там было «рассеяно» 2000 книг. В основном они появились благодаря поддержке муниципалитета Флоренции, но и французские издательские круги проявили заинтересованность. Например, Жан-Марк Брессон, коммерческий атташе одного из самых любимых французскими читателями издательств Акт Сюд (Actes Sud), говорит, что он просто-таки «ухватился за эту идею». По его мнению, акция Passe-Livre никак не может повредить книготорговле, напротив, кому-то она поможет узнать или вспомнить, что это за наслаждение, чтение, а там, глядишь, и в книжный магазин приведёт. Во всяком случае, Акт Сюд готово вновь пополнить фонд Passe-Livre своими изданиями.
На конец 2014 года самой активной страной, участвующей в движении буккроссинга, является Германия. Ежемесячно в разных уголках Германии в далёкие путешествия отправляются около 10 тысяч освобождённых книг

### Совместные мероприятия
Каждый год в апреле в разных городах мира проходят съезды участников движения, на которых собираются люди со всего мира, чтобы познакомиться, поучаствовать совместно в литературных мероприятиях и отпустить книги. Город проведения съезда меняется от года к году: Мельбурн, Австралия (2014), Гётеборг, Швеция (2013), Дублин, Ирландия (2012), Вашингтон, округ Колумбия, США (2011), Амстердам, Нидерланды (2010), Крайстчерч, Новая Зеландия (2009), Лондон, Великобритания (2008), Чарльстон, Южная Каролина, США (2007), Торонто, Канада (2006), Форт-Уэрт, Техас, США (2005), Сент-Луис, Миссури, США (2004). В 2015 году съезд проходит в Оксфорде, Великобритания.
Так же в течение года в разных местах проходят местные съезды.

## Технология
Член движения буккроссинга регистрируется на специальном сайте. Затем он регистрирует книги, которые готовится отпустить, создавая таким образом свою «книжную полку». При записи каждая книга получает уникальный код книги (англ. BCID). Член движения «освобождает» книгу на сайте (то есть делает запись, где, когда (будет) освобождена книга), и «освобождает» её в действительности. Оставить книгу можно в любом общественном месте или на одной из так называемых "безопасных полочек", которые обычно располагаются в кафе, учреждениях культуры и досуга, парках, торговых центрах. В таких местах книги будут находиться под присмотром сотрудников организаций и не окажутся в руках торговцев или в приёмных пунктах макулатуры, а в некоторых даже пройдут досмотр на факт содержания ненадлежащей информации. По оригинальному номеру читатель может проследить путь своей книги: где она была, кто её читал.

## Буккроссинг в России
Буккроссинг в Россию пришёл спустя чуть больше года после своего зарождения — весной 2002 года. Участница оставила зарегистрированную на сайте движения книгу в Москве.
Распространению буккроссинга также способствовало создание в 2004 году в сегменте RU русскоязычного сайта, на котором можно регистрировать и отслеживать книги.
Развитие буккроссинга в России идёт по пути расширения как числа людей, вовлечённых в процесс книгооборота, так и числа мест, где создаются места обмена книг — кафе, клубы, библиотеки. Иногда места для книговорота создаются и в приёмных пунктах вторсырья, где книги вместо сдачи на переработку найдут своих новых читателей.
Процент «пойманных», то есть тех книг, о нахождении которых в журналах книг оставляются новыми читателями комментарии, составляет для России примерно такой же процент, как и в других странах — 5—20 %. Небольшое отличие можно наблюдать в том, что в России было введено понятие «безопасная полка», когда в международном буккроссинге места выпуска книг не различаются, кроме таких, которые являются «представительством буккроссинга» и называются «Официальные буккроссинг-зоны». Это такие места, где вам всегда помогут советом и делом. В России таких мест пока ещё немного и это связано обычно с некоммерческим подходом сотрудников и владельцев заведений, которые решают организовать у себя в заведении место для обмена книгами.
К сожалению, проводится всё больше мероприятий, в названии которых фигурирует слово буккроссинг, однако фактически организаторы предлагают совершить обмен книгами. При этом  участникам не разъясняется то, чтобы книга стала частью движения буккроссинг, её необходимо зарегистрировать на сайте движения и снабдить наклейкой со специальным номером. Обмен книгами появился тогда, когда появились книги. Вероятно организаторы лишь хотят громче заявить о мероприятии, назвав его модным словом.
На протяжении нескольких последних лет (примерно с 2014 г.) в России наблюдается заметное затухание движения буккроссинга .

## Буккроссинг в Казахстане
Несколько лет подряд в Казахстане развивается буккроссинг. Также крупнейший книгообмен был произведён на книжном фестивале Китапфест. Согласно данным организаторов, было роздано и обменено более 10 000 книг.. На севере республики «День книгодарения» стал мероприятием, которое ежегодно посещает около ста человек.. Также стихийные акции книгообмена происходят в других городах посредством Общественного книжного шкафа.
Буккросинг также активно развивается и в Украине, в маленьких и больших городах.

## Разновидности буккроссинга
- «классический» (технология описана выше);
- с помощью специальных мест — зон буккроссинга (полок, шкафов в помещениях, уличных библиотек, арт-объектов);
- букрей (англ. bookray) — пересылка книги по почте, по цепочке, от одного участника к следующему, часто пересекая границы стран и континентов; книга не возвращается к отпустившему её буккроссеру;
- букринг (англ. bookring) — единственное отличие от букрея — книга должна вернуться к отпустившему её буккроссеру.